# Elias-Stupar ES-1
Lo Elias-Stupar Model ES-1 era un aereo da trasporto passeggeri biplano, sviluppato dall'azienda aeronautica statunitense G. Elias & Brother di Buffalo, Stato di New York, nella prima metà degli anni venti del XX secolo e rimasto allo stadio di prototipo.

## Storia del progetto
Dopo aver ricevuto numerosi contratti per lo sviluppo di progetti per aerei militari nel 1920-1921, l'azienda aeronautica G. Elias & Brother Inc., di Buffalo, Stato di New York, decise di investire questi fondi in un progetto per un aereo commerciale. Nel 1922, l'ingegnere Max Stupar sviluppò un progetto per un velivolo da trasporto leggero, designato ES-1 (o, dal nome del progettista, l'Elias-Stupar Twin). Si trattava di un biplano bimotore di costruzione mista. La configurazione alare biplana, vedeva ali di uguale apertura, collegate tra loro da quattro montanti interalari a X. Tra i due montati di ogni semiala era installato un propulsore.
La propulsione era assicurata da 2 motori rotativi a 9 cilindri raffreddati ad aria Gnome et Rhône eroganti la potenza di 80 CV ed azionanti eliche bipala lignee. Il carrello di atterraggio era triciclo posteriore fisso, con pattino di coda. La capacità di trasporto era pari a un pilota e quattro passeggeri, ospitati in tre distinti abitacoli aperti. Il prototipo dello Elias-Stupar Model ES-1 andò in volo per la prima volta nel corso del 1922.
La G. Elias & Brother commercializzò l'ES-1 presso le compagnie aeree descrivendolo come un aereo da trasporto passeggeri molto economico, in grado di trasportare un passeggero per 5-8 centesimi di dollaro al miglio. Il modello non ottenne un solo contratto di acquisto.